# Weldam

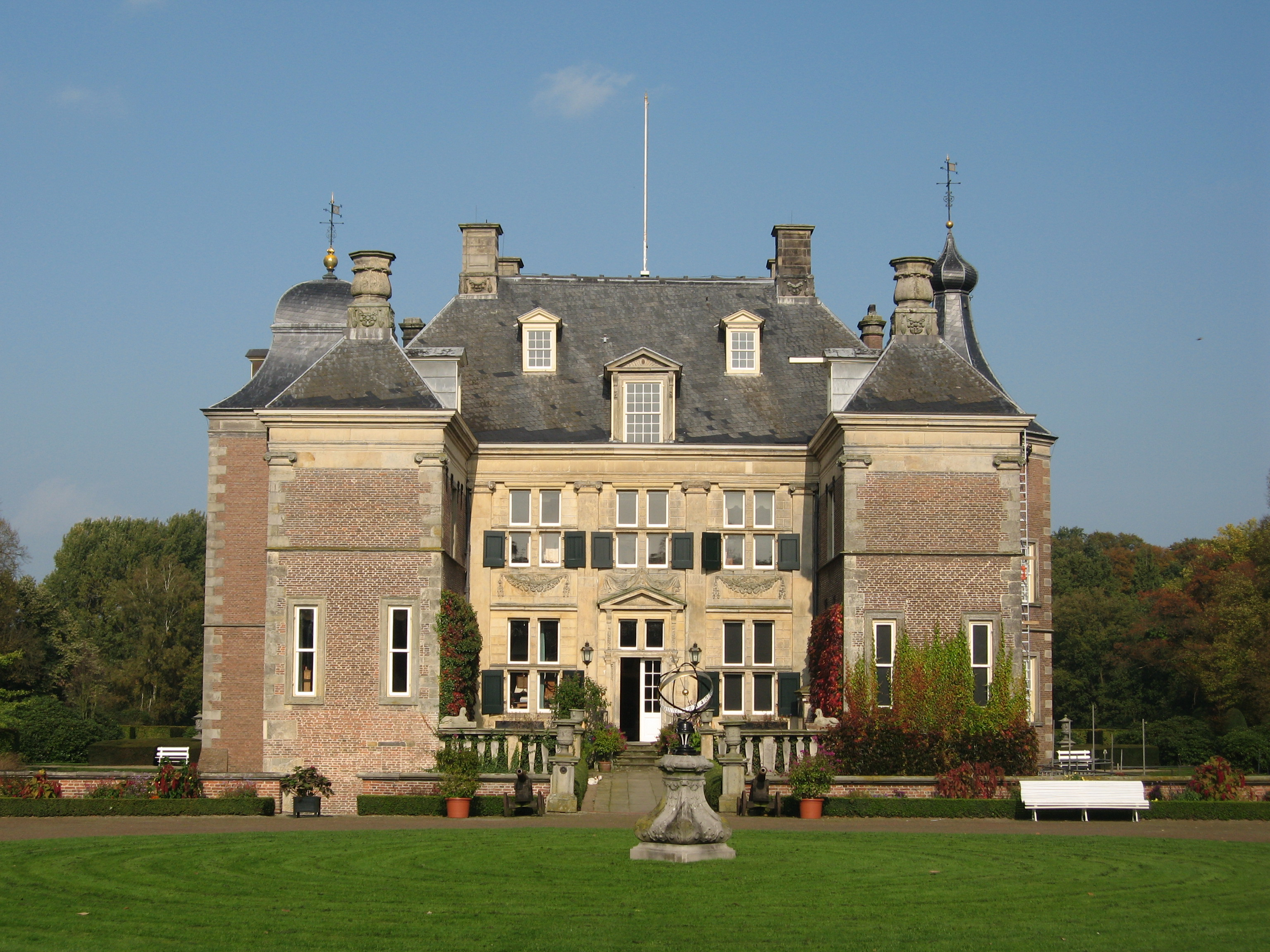
Weldam in oktober 2007

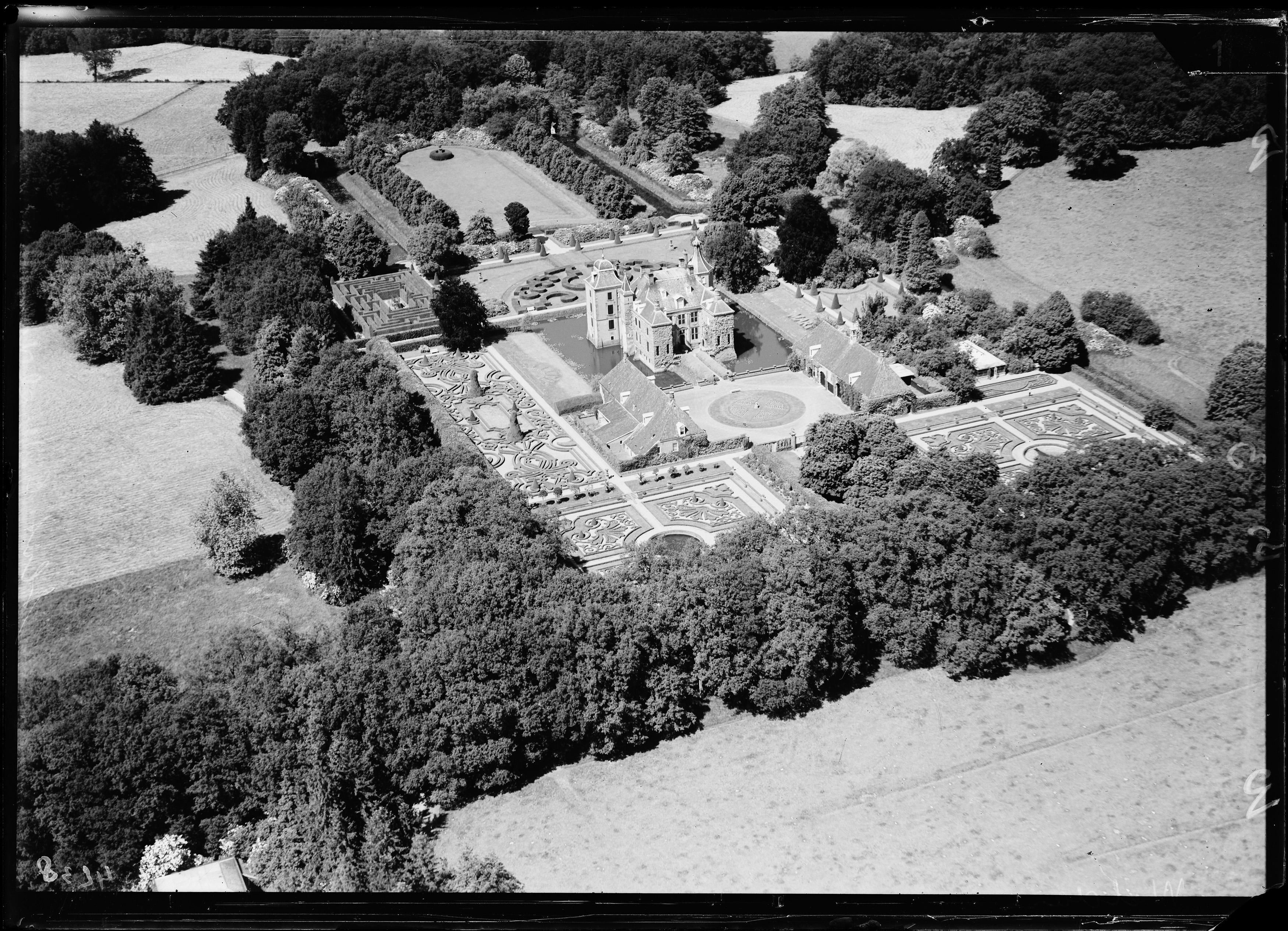
Kasteel Weldam, militaire luchtfoto 1920-1940

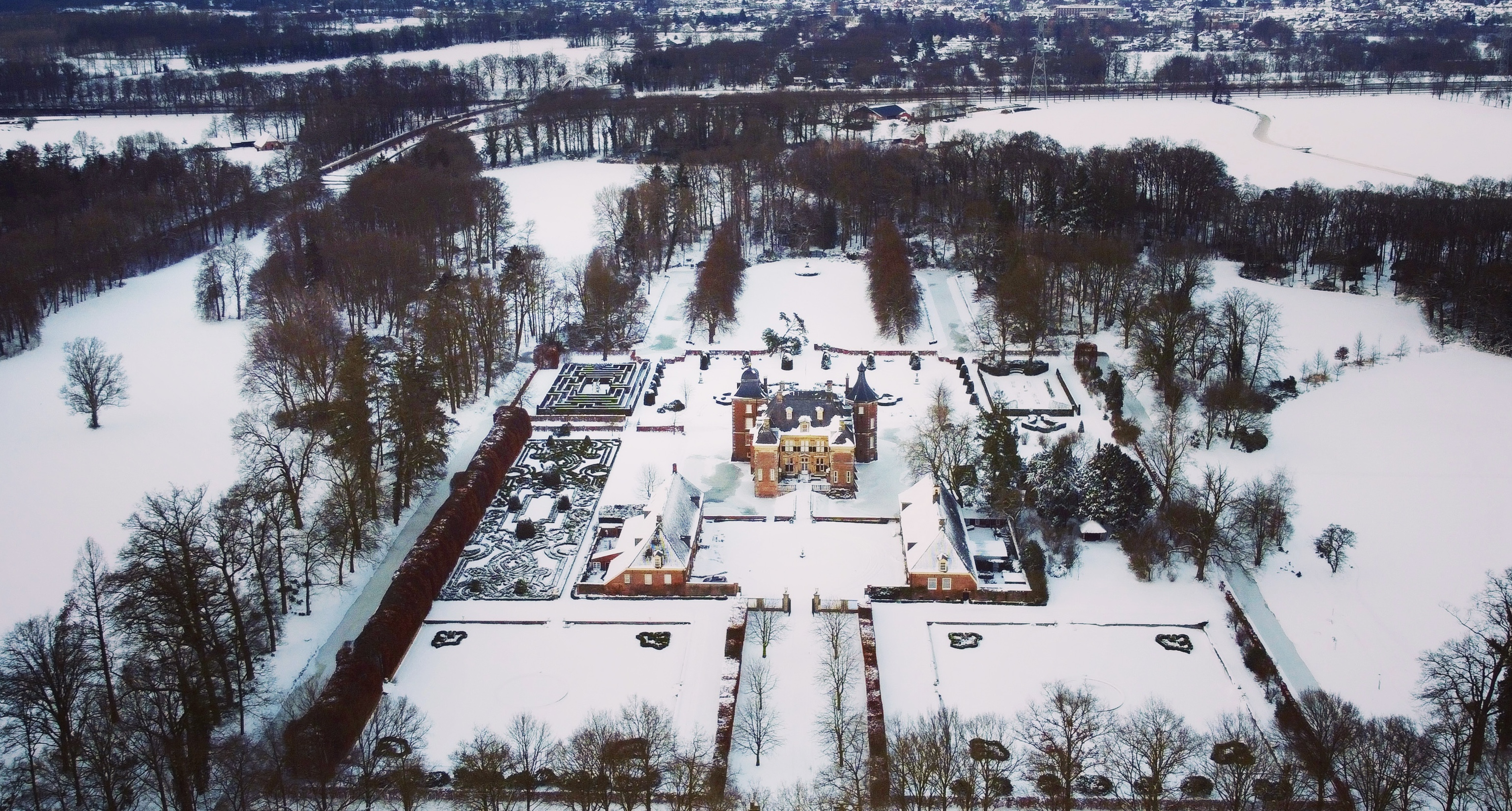
Kasteel Weldam 9 februari 2021

Weldam is een kasteel en havezate op een landgoed gelegen in de Markelose buurtschap Kerspel Goor in de Nederlandse gemeente Hof van Twente. Het is gelegen tussen de plaatsen Diepenheim en Goor in de provincie Overijssel.

## Geschiedenis
In 1389 wordt er voor het eerst geschreven over Weldam. In deze periode was het goed eigendom van Wolder van den Weldamme, een leenman van de bisschop van Utrecht. Gedurende enkele eeuwen waren Weldam en havezate Twickel bij veel gelegenheden nauw met elkaar verbonden. Vanaf het jaar 1506 waren beide kastelen eigendom van Johan III van Twickelo. Na zijn overlijden erfden zijn beide dochters een kasteel. Hierdoor kwam Weldam voor lange tijd in het bezit van het adellijke geslacht Ripperda.
Sofia van Raesfelt, die opgegroeid was op kasteel Twickel, trouwde in de zeventiende eeuw met Johan Ripperda tot Weldam die eigenaar was van het kasteel. In 1645 begonnen zij met de verbouwing van kasteel Weldam. De ontwerper hiervan was mogelijk Philips Vingboons, in die tijd een belangrijk architect. In de achttiende en negentiende eeuw stond Weldam voor lange tijd leeg en raakte in verval.
In 1879 kwam het kasteel in bezit van Maria barones van Heeckeren van Wassenaer, vrouwe van Weldam, enz. (1855-1912) en haar echtgenoot Wilhelm Carl Philipp Otto Graf von Bentinck und Waldeck-Limpurg, heer van Middachten en Gaildorf (1848-1912); zij had Weldam van haar vader geërfd. Door dit echtpaar kregen kasteel en de tuin eromheen hun huidig aanzicht. Zij voegden de twee grote hoektorens toe aan de noordkant van het gebouw, de een vierkant en de ander achthoekig. Deze torens zijn ontworpen door de Engelse architect Weatherley. Het tuinontwerp is van de Franse landschapsarchitect Édouard André. Via hun dochter Isabelle Gräfin Bentinck, vrouwe van Weldam enz. (1889-1981) kwam het aan haar zoon Alfred Graf zu Solms-Sonnenwalde, heer van Weldam, Wegdam, Olidam en Kevelham (1932-2022) en het is nog steeds in bezit van de familie van die laatste.

## Toegankelijkheid
Het kasteel wordt bewoond en is niet toegankelijk voor bezoekers. De kasteeltuinen zijn tegen betaling wel toegankelijk. Het landgoed om het kasteel heen is vrij te betreden gedurende de dag.